# Bazeilles-sur-Othain
Bazeilles-sur-Othain är en kommun i departementet Meuse i regionen Grand Est (tidigare regionen Lorraine) i nordöstra Frankrike. Kommunen ligger i kantonen Montmédy som tillhör arrondissementet Verdun. År 2022 hade Bazeilles-sur-Othain 109 invånare.

## Befolkningsutveckling
Antalet invånare i kommunen Bazeilles-sur-Othain
| Referens: INSEE |